# Heavier than heaven
Heavier than heaven is de in 2002 verschenen biografie van Kurt Cobain (1967-1994), de zanger van de band Nirvana. Het boek is geschreven door Charles R. Cross.
Door meer dan 400 interviews, en citaten uit Cobains dagboeken en zelfs de afscheidsbrief die hij achterliet voor zijn zelfmoord graaft de auteur diep in Cobains gedachtewereld. Het boek gaat in op zijn tegenstrijdige karakter, en probeert de soms raadselachtige songteksten te verklaren.
In 2014 verscheen bij Kosmos Uitgevers de Nederlandse vertaling van Heavier than Heaven. Deze editie bevat een speciaal voorwoord van Charles R. Cross. 
(ISBN 0786865059)